# Cychrus rickseckeri
Cychrus rickseckeri är en skalbaggsart som beskrevs av Leconte 1884. Cychrus rickseckeri ingår i släktet Cychrus och familjen jordlöpare. Inga underarter finns listade i Catalogue of Life.